# Мартин, Джон (ботаник)
Джон Мартин (англ. John Martyn, лат. Joannis Martyn, 12 сентября 1699 — 29 января 1768) — английский ботаник, врач и прозаик.
Известность получили его труд Historia Plantarum Rariorum (1728—1737) и переводы Георгики и Буколики Вергилия, снабжённые ботаническими и агрономическими комментариями.

## Биография
Джон Мартин родился в семье торговца Томаса Мартина, с 16 лет работал у своего отца, собираясь продолжить его дело, однако, бросил это занятие и увлёкся ботаникой и медициной. Этому способствовала дружба с Уильямом Шерардом и доктором Патриком Блэром, практиковавшим в Лондоне. В 1721 году совместно с Йоханом Якобом Дилленом (Диллениусом), Филипом Миллером и другими единомышленниками он основал Лондонское ботаническое общество и стал его секретарём. В 1725 и 1726 годах дал серию публичных лекций в Лондонском ботаническом саду, а в 1727 был избран членом Лондонского королевского общества. В том же году он прочёл свою первую лекцию по ботанике в Кембриджском университете. Для своих учеников он создал сокращённую версию оригинального Каталога растений Кембриджа Джона Рэя. В 1730 году начал изучение медицины в Эммануил-колледже в Кембридже. C 1730 по 1737 годы выпускал сатирический еженедельник Grub Street Journal и писал для него. 8 февраля 1733 года он был выбран профессором ботаники в Кембриджском университете, но вскоре прекратил чтение лекций. Однако, он сохранил звание профессора до 1762 года, когда ушел в отставку в пользу своего сына Томаса Мартина (1735—1825), также ботаника, автора Flora Rustica (1792—1794). Покидая кафедру, он оставил в дар университету свою ботаническую коллекцию и библиотеку. Хотя Джон Мартин и не получил степени доктора медицины, он долго практиковал как врач в Челси, где и умер.

## Память
Уильям Хьюстоун назвал в его честь род цветковых растений из Центральной Америки — Мартиния (Martynia). Карл Линней в 1742 году принял это название в своей работе Genera Plantarum. В XIX веке по названию рода было названо семейство Мартиниевые (Martyniaceae).

## Публикации
- Tournefort’s 'History of Plants Growing about Paris, With their Uses in Physick; and A Mechanical Account of the Operation of Medecines. Translated into English, with many Additions. And accommodated to the Plants growing in Great-Britain. London, 1720
- Tabulae synopticae plantarum officinalium ad methodum Raianam dispositae. 1726
- Methodus Plantarum circa Cantabrigiam nascentium. 1727
- Historia Plantarum Rariorum. London: Richard Reily, 1728—1738
- Pub. Virgilii Maronis Georgicorum libri quatuor. The Georgicks of Virgil, with an English translation and notes. 1741
- Pub. Virgilii Maronis Bucolicorum Eclogae decem. The Bucolicks of Virgil with an English translation and notes. 1749
- Dissertations and critical remarks upon the Aeneids of Virgil…. London, 1770 (посмертно)